# Hydroaviasalon
Hydroaviasalón o International Exhibition and Scientific Conference on Hydroaviation (Ruso: Гидроавиасалон, translit.: Guidroaviasaloón) es una Exhibición de vuelo internacional. Se celebra en Rusia cada dos años desde 1996 en la ciudad turística de Gelendzhik. El evento se alterna con el MAKS Airshow, celebrado en años impares.
Como indica el nombre de esta feria, en ella se presta especial atención a los hidroaviones. Naves como Beriev Be-200, A-40, Be-12P-200 y Be-103 son frecuentes en la feria.

## Eventos
1. Gelendzhik '96
2. Gelendzhik '98
3. Gidroaviasalon '2000
4. Gidroaviasalon '2002
5. Gidroaviasalon '2004
6. Gidroaviasalon '2006
7. Gidroaviasalon '2008